# Hahnia isophthalma
Hahnia isophthalma là một loài nhện trong họ Hahniidae.
Loài này thuộc chi Hahnia. Hahnia isophthalma được Cândido Firmino de Mello-Leitão miêu tả năm 1941.